# Valisère
Valisère était une entreprise de ganterie et de lingerie fondée  par la famille Perrin à Grenoble dans l'Isère (d'où son nom), au début du XXe siècle. Elle produisait à l'origine des gants en étoffe, puis se lança à partir de 1922 dans la confection de sous-vêtements et de lingerie fine. La société Valisère connut un rapide succès et ouvrit une deuxième usine au Brésil (en 1934) puis au Maroc. Valisère utilisait des produits nouveaux et fins : fils de rayonne acétate, nylon, tergal puis Lycra. En 1935, la société, qui employait plus de 1 000 personnes, était l'une des plus importantes de Grenoble.
La marque appartient actuellement à Triumph GMBH Munich.

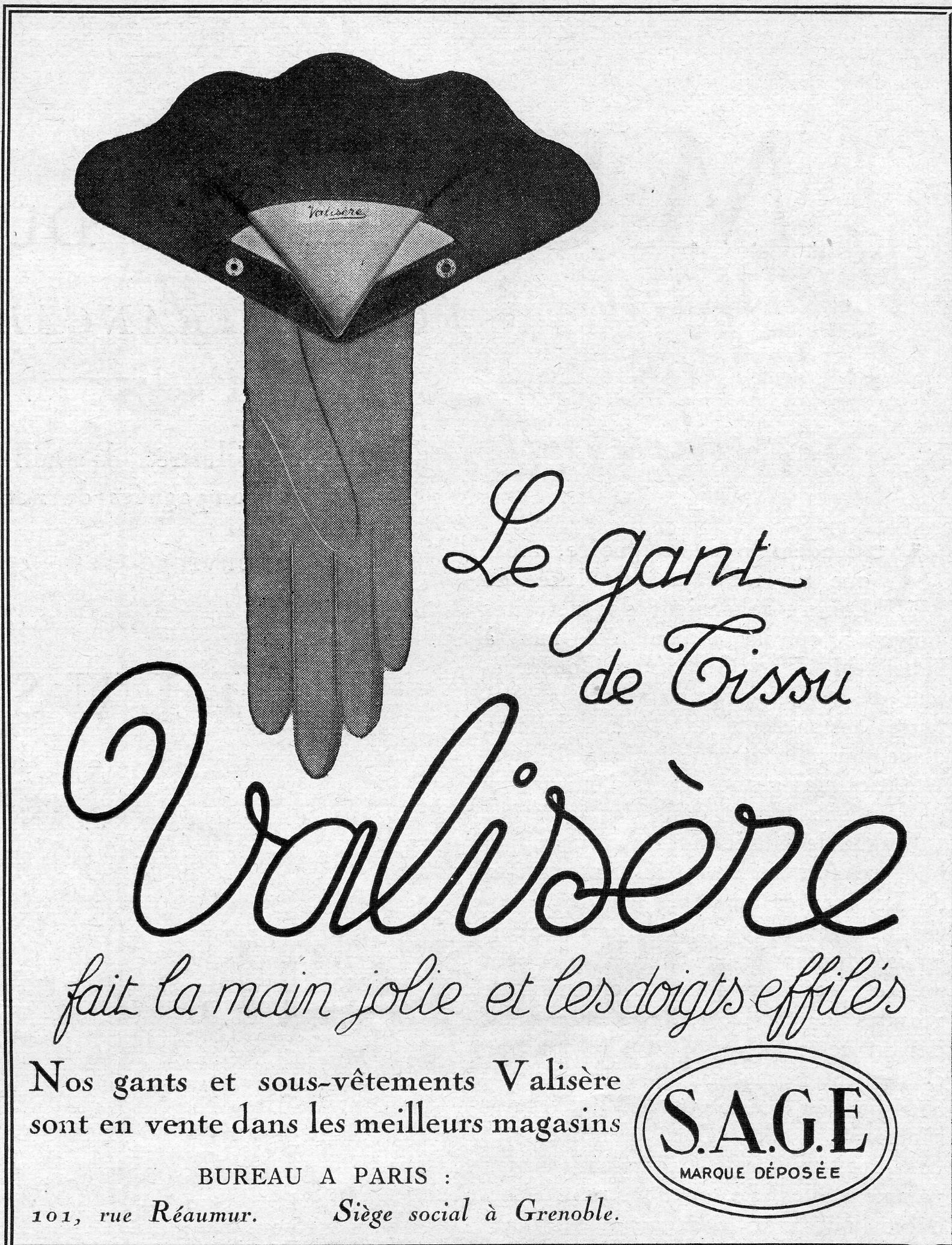
Réclame de 1924 (L'Illustration)